# Dalmatinska nogometna liga – Sjeverna skupina 1989./90.
Dalmatinska nogometna liga – Sjeverna skupina je bila jedna od tri skupine Dalmatinske nogometne lige u sezoni 1989./90., petog stupnja nogometnog prvenstva Jugoslavije. 
 
Sudjelovalo je 14 klubova, a prvak je bilo "Jedinstvo" iz Islama Grčkog. 

## Ljestvica
| mj. | klub                  | ut. | pob. | ner.   | por. | gol+ | gol- | bod |
| --- | --------------------- | --- | ---- | ------ | ---- | ---- | ---- | --- |
| 1.  | Jedinstvo Islam Grčki | 26  | 18   | 6 (1)  | 2    | 47   | 15   | 37  |
| 2.  | Bagat Zadar           | 25  | 14   | 6 (4)  | 5    | 50   | 24   | 32  |
| 3.  | Sloboda Posedarje     | 26  | 15   | 7 (2)  | 7    | 37   | 22   | 30  |
| 4.  | Omladinac Zadar       | 26  | 11   | 6 (4)  | 9    | 42   | 29   | 26  |
| 5.  | SOŠK Skradin          | 25  | 12   | 6 (2)  | 7    | 33   | 38   | 26  |
| 6.  | Goran Bibinje         | 25  | 10   | 11 (5) | 4    | 36   | 27   | 25  |
| 7.  | Hajduk Pridraga       | 25  | 11   | 5 (3)  | 9    | 39   | 32   | 25  |
| 8.  | Aluminij Lozovac      | 24  | 10   | 7 (4)  | 7    | 33   | 20   | 24  |
| 9.  | Metalac Šibenik       | 26  | 11   | 6 (1)  | 9    | 49   | 36   | 23  |
| 10. | Borac Gračac          | 26  | 8    | 8 (6)  | 10   | 36   | 37   | 20  |
| 11. | Vodice                | 26  | 6    | 4 (3)  | 16   | 36   | 45   | 15  |
| 12. | Puntamika Zadar       | 25  | 6    | 5 (2)  | 14   | 18   | 54   | 7   |
| 13. | Čikola Kričke         | 24  | 3    | 1 (1)  | 20   | 18   | 55   | 7   |
| 14. | Rudar Siverić         | 23  | 2    | 3 (2)  | 18   | 20   | 70   | 6   |

- U slučaju neodlučenog rezultata su se izvodili jedanaesterci, nakon kojih bi pobjednik dobio 1 bod, a poraženi ne bi osvojio bod.
- Ljestvica je prikazana bez pojedinih rezultata
- Za "Slobodu" iz Posedarja je prikazan pogrešan omjer rezultata

## Rezultatska križaljka
| kratica | klub                  | ALU            | BAG | BOR            | ČIK | GOR            | HAJ | JED            | MET            | OML            | PUN | RUD   | SLO   | SOŠK | VOD |
| --- | --------------------- | -------------- | --- | -------------- | --- | -------------- | --- | -------------- | -------------- | -------------- | --- | ----- | ----- | ---- | --- |
| ALU | Aluminij Lozovac      |                |     |                |     |                |     | 0:0 (4:2 11 m) |                |                |     |       |       |      |     |
| BAG | Bagat Zadar           |                |     |                |     |                |     |                |                |                |     |       | 0:0 p |      |     |
| BOR | Borac Gračac          | 1:1 (3:1 11 m) |     |                |     |                |     |                |                | 1:1 (4:2 11 m) |     |       |       |      |     |
| ČIK | Čikola Kričke         |                |     |                |     |                |     |                | 0:1            |                |     | 3:3 p |       |      |     |
| GOR | Goran Bibinje         |                |     |                | 2:0 |                |     |                |                |                |     |       |       |      | 3:0 |
| HAJ | Hajduk Pridraga       |                | 6:2 |                |     |                |     |                |                |                |     |       |       |      |     |
| JED | Jedinstvo Islam Grčki |                |     |                |     |                |     |                |                |                | 3:0 |       |       |      | 4:0 |
| MET | Metalac Šibenik       | 1:1 (3:4 11 m) |     |                |     |                |     |                |                |                |     |       |       | 3:1  |     |
| OML | Omladinac Zadar       |                | 3:0 |                |     |                | 2:1 |                |                |                |     |       |       |      |     |
| PUN | Puntamika Zadar       |                |     | 2:2 (4:2 11 m) |     |                |     |                |                | 1:0            |     |       |       |      |     |
| RUD | Rudar Siverić         |                |     |                |     |                |     |                |                |                |     |       | 3:2   |      |     |
| SLO | Sloboda Posedarje     |                |     |                |     | 1:1 (3:5 11 m) | 2:0 |                |                |                |     |       |       |      |     |
| SOŠK | SOŠK Skradin          |                |     |                |     | 0:0 (1:4 11 m) |     | 3:1            |                |                |     |       |       |      |     |
| VOD | Vodice                |                |     | 2:3            |     |                |     |                | 3:3 (5:3 11 m) |                |     |       |       |      |     |
| |                       |                |     |                |     |                |     |                |                |                |     |       |       |      |     |
| podebljan rezultat - utakmice od 1. do 13. kola (1. utakmica između klubova) rezultat normalne debljine - utakmice od 14. do 26. kola (2. utakmica između klubova) rezultat nakošen - nije vidljiv redoslijed odigravanja međusobnih utakmica iz dostupnih izvora rezultat nakošen i smanjen * - iz dostupnih izvora nije uočljiv domaćin susreta prekrižen rezultat - poništena ili brisana utakmica p - utakmica prekinuta 3:0 p.f. / 0:3 p.f. - rezultat 3:0 bez borbe (_:_ 11 m) - rezultat u raspucavanju jedanaesteraca u slučaju neriješenog rezultata |                       |                |     |                |     |                |     |                |                |                |     |       |       |      |     |

 Izvori: 

## Kvalifikacije za Hrvatsku ligu – Jug
Igrano u Dugom Ratu od 25. do 27. svibnja 1990. 
| Mračaj Runović |  | – |  | Orebić                |  | 2:2 (5:3 11 m) |  |  |
| Orebić         |  | – |  | Jedinstvo Islam Grčki |  | 2:0            |  |  |
| Mračaj Runović |  | – |  | Jedinstvo Islam Grčki |  | 3:0 p.f.       |  |  |

"Mračaj" i "Orebić" ostvarili plasman u Hrvatsku nogometnu ligu – Jug. 

## Unutarnje poveznice
- Dalmatinska liga – Južna skupina 1989./90.
- Dalmatinska liga – Srednja skupina 1989./90.
- Hrvatska liga – Jug 1989./90.
- Općinska liga Zadar 1989./90.